# Флаг Черкасской области
Флаг Черка́сской области (укр. Прапор Черкаської області) является символом Черкасской области Украины, отражающим историю и традиции региона. Вместе с гербом составляет официальную символику органов местного самоуправления и исполнительной власти Черкасской области.
Представляет собой прямоугольное полотнище синего цвета с соотношением ширины к длине как 2:3. Синий цвет символизирует небесную высоту, достоинство. В центре полотнища размещено двустороннее изображение герба.